# 布斯努瓦
布斯努瓦（法語：Boussenois，法語發音：[busnwa]）是法国科多尔省的一个市镇，位于该省东北部，和上马恩省接壤，属于第戎区。

## 地理
布斯努瓦（47°37'47"N, 5°12'37"E）面积12.49 平方千米，位于法国勃艮第-弗朗什-孔泰大區科多尔省，该省份为法国中东部省份，北起奥布省，西接涅夫勒省和约讷省，南至索恩-卢瓦尔省，东南接汝拉省，东临上索恩省，东北部与上马恩省接壤。
与布斯努瓦接壤的市镇（或旧市镇、城区）包括：里维耶尔莱福斯、瑟隆热。

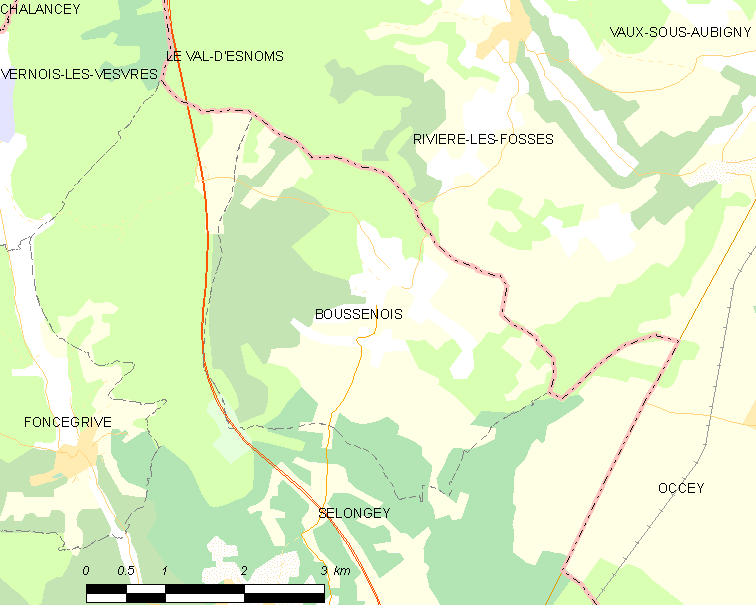
布斯努瓦的OSM定位图

布斯努瓦的时区为UTC+01:00、UTC+02:00（夏令时）。

## 行政
布斯努瓦的邮政编码为21260，INSEE市镇编码为21096。

## 政治
布斯努瓦所属的省级选区为蒂耶河畔伊斯县。

## 人口

1962-2008年间布斯努瓦人口变化图示

布斯努瓦于2022年1月1日时的人口数量为106人。